# Oeyregave
Oeyregave (gaskonsko Ueire Gave) je naselje in občina v francoskem departmaju Landes regije Akvitanije. Naselje je leta 2009 imelo 359 prebivalcev.

## Geografija
Kraj leži v pokrajini Gaskonji v bližini združitve rek Gave de Pau in Gave d'Oloron v enotno Gaves réunis, 25 km južno od Daxa.

## Uprava
Občina Oeyregave skupaj s sosednjimi občinami Bélus, Cauneille, Hastingues, Orist, Orthevielle, Pey, Peyrehorade, Port-de-Lanne, Saint-Cricq-du-Gave, Saint-Étienne-d'Orthe, Saint-Lon-les-Mines in Sorde-l'Abbaye sestavlja kanton Peyrehorade s sedežem v Peyrehoradu. Kanton je sestavni del okrožja Dax.

## Zanimivosti
- cerkev Notre-Dame d'Oeyregave;